# Project Hail Mary
Project Hail Mary è un romanzo di fantascienza dello scrittore statunitense Andy Weir, pubblicato nel 2021.
L'opera è il terzo romanzo dello scrittore e narra le vicende di un uomo che, colpito da amnesia, si risveglia su di un'astronave e deve trovare il modo per salvare la Terra distruzione minacciata da una civiltà aliena.
Il romanzo è stato candidato al Premio Hugo per il miglior romanzo, aggiudicandosi il Dragon Awards per il miglior romanzo di fantascienza.

## Opere derivate
Dal romanzo è stato tratto un omonimo film con protagonista Ryan Gosling per la regia di Phil Lord e Christopher Miller. L'uscita nelle sale è prevista per marzo 2026.

## Edizioni
- (EN) Andy Weir, Project Hail Mary, 1ª ed., New York, Ballantine Books, 2021, ISBN 978-0-593-39556-1.
- (DE) Andy Weir, Der Astronaut, Monaco di Baviera, Heyne, 2021, ISBN 978-3-453-32134-2.
- (NL) Andy Weir, Project Hail Mary, traduzione di Frank van der Knoop, Amsterdam, Xander, 2021, ISBN 978-94-016-1407-8.
- (PT) Andy Weir, Devoradores de estrelas, traduzione di Natalie Gerhardtp, Rio de Janeiro, Suma de Letras, 2021, ISBN 978-85-5651-118-8.
- Andy Weir, Project Hail Mary, traduzione di Vanessa Valentinuzzi, Milano, Arnoldo Mondadori editore, 2023, ISBN 9788804737070.